# Klasztor bernardynów w Gołańczy
Konwent franciszkanów obserwantów – bernardynów w zakonnej prowincji wielkopolskiej działający w latach 1701-1827 w Gołańczy, w województwie wielkopolskim, w powiecie wągrowieckim. Do chwili obecnej zachował się zdewastowany kościół klasztorny wraz z ozdobną bramą wjazdową.

## Dzieje klasztor bernardyńskiego

### Fundacja klasztoru
W świetle kroniki bernardynów Jan Albracht Smogulecki, właściciel Gołańczy, ufundował w niej w 1652 w pobliżu swojej rezydencji nieduży murowany kościół pod wezwaniem „Imienia Najświętszej Maryi Panny”, którego wszakże nie przekazał władzom kościelnym. Wzniesiony kościół, lecz wewnątrz niewykończony i bez wyposażenia przez następnych kilkadziesiąt lat stał pusty. Fundator planował dokończenie budowy, wzniesienie zabudowań klasztornych i przekazanie całego zespołu bernardynom. Nie wiadomo czemu nie zrealizowano tego planu, być może na przeszkodzie stanęła wojna ze Szwedami i w 1656 zniszczenia w mieście. Pusty kościół wizytator biskupi polecił miejscowemu proboszczowi otoczyć kościół opieką, przez co powstało wrażenie, jakoby świątynia należała do parafii.
Jan Albracht zmarł w 1650, nie mógł dwa lata później fundować późniejszego kościoła klasztornego. Przypisuje się jemu wzniesienie na terenie miasta kościoła parafialnego, kaplicy pod wezwaniem św. Antoniego Padewskiego i szpitala. Szpital przypisywany Smoguleckiemu istniał już wcześniej. Historycy sztuki uważają, iż murowana świątynia szpitalna o czteroprzęsłowej nawie powstała w XV-XVI, a sam szpital funkcjonował na przełomie XVI i XVII. Zapewne kościół szpitalny w okresie najazdu szwedzkiego został spustoszony i był nieużywany przez kilkadziesiąt lat.
Syn Jana Albrachta Smoguleckiego, Marcin Smogulecki, starosta nakielski, w końcu XVII przystąpił do ufundowania klasztoru w oparciu o kościół szpitalny, zgodnie z wolą nakreśloną przez ojca w testamencie. W 1695 wzniesiono tymczasowe pomieszczenia dla zakonników i zaproponowano Danielowi Ślepowrońskiemu, przełożonemu prowincji wielkopolskiej bernardynów objęcie zespołu budynków. Z protestem wystąpił proboszcz parafii gołańczewskiej Jan Bronowski, kanonik kolegiaty św. Marii Magdaleny w Poznaniu. Twierdził, iż kościół pod wezwaniem „Imienia NMP” jest obiektem parafialnym. Dzięki staraniom Marcina Smoguleckiego i jego żony Katarzyny oraz bernardyńskiego komisarza Stanisława z Grodziska, arcybiskup gnieźnieński wyraził zgodę na instalowanie w mieście bernardynów.
Bernardyni w sposób uroczysty objęli kościół 5 V 1701.

### Kościół i zabudowania klasztorne
Katarzyna Smogulecka po śmierci męża, fundatora przeniosła swoją siedzibę do Smogulca koło Wągrowca, a dobra w Gołańczy wydzierżawiła szlachcicowi Kazimierzowi Turnie. W związku z tym bernardyni przez kilka lat nie otrzymywali żadnych funduszów, przewidzianych aktem fundacyjnym na budowę klasztoru. Przełożony klasztoru Stanisław Gałęski przy wsparciu komisarza zakonnego Stanisława z Grodziska i syndyka bernardyńskiego klasztoru w Grodzisku Wielkopolskim zaczął gromadzić pieniądze i materiały budowlane. Kapituła prowincjalska przydzieliła do Gołańczy brata Pawła, stolarza dla wykonania elementów drewnianych w kościele i klasztorze. Później przybył jeszcze brat Maciej znający się na dekarstwie. Po dwóch latach od fundacji Katarzyna Smogulecka zaczęła wspierać budowę klasztoru. W 1704 Stanisław z Grodziska, komisarz bernardyński wysłał do Gołańczy wszystkich braci, rzeźbiarzy i udzielił pożyczki w wysokości 150 zł. węgierskich. Za sumę tę wybudowano cegielnię.
Do 1710 obok Katarzyny Smoguleckiej wsparcia udzielili: Kazimierz Bilicki, syndyk klasztoru, Piotr Bniński, Kazimierz Borzecki, miejscowy pleban, Jan Bronowski, Łukasz Duszyński z Kcyni, Stanisław Kadłubowski, Andrzej Łakiński z Jaktorowa, Kazimierz Pęski, nieznany z imienia Skoroszewski z Łopienna i Kazimierz Turno.
W 1704 zakończono budowę refektarza, a następnie kuchni i spiżarni. W następnym roku było gotowe piętro nad refektarzem, przeznaczone na mieszkania dla zakonników. W 1706 stała podstawowa bryła klasztoru, rok później dobudowano korytarz przylegający do kościoła. W 1707 z powodu epidemii dżumy roboty budowlane wstrzymano. W 1708 teren klasztoru opasano murem i kontynuowano rozbudowę kościoła,
Po śmierci Katarzyny Smoguleckiej właścicielem Gołańczy stał się Joachim Fryderyk Fleming. Tenże w 1721 wypłacił zakonnikowi Wawrzyńcowi z Poznania 8 tys. zł, ulokowane na dobrach Gołańczy przez fundatora klasztoru, z przeznaczeniem na budowę konwentu. Kosztem kolejnego właściciela miasta Andrzeja Malechowskiego, łowczego kaliskiego, doprowadzono do zakończenia prac budowlanych.
W latach 1735–1736 zbudowano dwie murowane, kryte miedzianą blachą wieże oraz wykończono wystrój kościoła. Dzięki ofiarom Jana Przebendowskiego, łowczego koronnego, wzniesiono i ozdobiono złoconymi rzeźbami 3 ołtarze: główny pod wezwaniem Matki Boskiej i boczne: św. Anny oraz św. Krzyża. Trzeci boczny ołtarz św. Józefa powstał staraniem Andrzeja Malechowskiego. Przy złoceniu ołtarz w latach 1735-1737 pracował malarz samouk Jacek Uzdowski. W 1739 Malechowski zakupił dla kościoła Drogę Krzyżową. Jego żona Marianna, po śmierci Malechowskiego wzniosła przylegającą do kościoła kaplicę Matki Boskiej, w której złożono doczesne szczątki męża. Kolejna kaplicę, poświęconą Chrystusowi Cierpiącemu, zwana też kaplicą Dobrej Śmierci ufundował Piotr Raczyński, wojski wschowski. W jej podziemiach wbudował rodzinną kryptę, lecz także pozwolił w niej na grzebanie zakonników.
W kaplicy tej umieścił w 1752 słynący łaskami obraz Cierpiącego Zbawiciela. Otrzymał go od umierającej swojej bratowej ze wsi Kamienica koło Tucholi. Najpierw umieścił go w swojej posiadłości w Białośliwiu koło Wyrzyska, a następnie przeniósł do Czesławic koło Wągrowca, a stąd trafił do Gołańczy. Taczyński przyozdobił obraz kilkunastoma tabliczkami, pięcioma srebrnymi lampionami i dwoma lichtarzami oraz srebrnym krzyżem ze statuetkami Matki Boskiej Bolesnej i św. Jana Ewangelisty.

### Uposażenie klasztoru
Uposażeniem klasztoru zajął się Marcin Smogulecki, w 1698 obiecał komisarzowi zakonnemu Stanisławowi z Grodziska różne nadania dla klasztoru. W 1701 dla uzyskania błogosławieństwa Bożego i potomstwa z pożycia małżeńskiego przekazał bernardynom plac przykościelny, staw, prawo wolnego połowu ryb w Jeziorach Krzyżkowskim i Potulickim koło Wągrowca, mokradła Jeziorkowskie, prawo wyrębu w lasach w Jeziorkach i Chojnie koło Wągrowca, prawo do wolnego przemiału zboża w wiatraku Smoguleckiego. Zapisał klasztorowi na dobrach Gołańczy 15 tys. zł. z przeznaczeniem na rozbudowę kościoła i budowę klasztoru. Dokument z tymi zapisami oblatowano w księgach grodzkich w Poznaniu 18 V 1701. Wdowa po fundatorze, Katarzyna zapisała bernardynom 5 tys. zł. na urządzenie i wyposażenie zakrystii oraz na bibliotekę klasztorną. Bernardyni w Gołańczy prowadzili małe gospodarstwo rolne i mieli pewne dochody z corocznej kwesty.

### Działalność religijna
W 1708 klasztor podniesiono do rangi konwentu formalnego, gdyż mieszkało w nim przeciętnie 12-14 zakonników. Konwent należał do prowincji wielkopolskiej, jednak nie miał większego znaczenia w tej prowincji zakonnej.
W 1710 w wyniku epidemii panującej w mieście zakonnicy przenieśli się do innych klasztorów, na miejscu pozostało 4 zakonników, z których ocalał tylko jeden – Wojciech Zaleski (zmarli na zarazę: gwardian Stanisław Gałęski, brat Paweł z Kalisza stolarz, brat tercjarz Antoni Sudrowski).
Przy klasztorze istniało bractwo Dobrej Śmierci zwane inaczej Najświętszego Serca Pana Jezusa, przeniesione z kościoła parafialnego w 1753 staraniem Eleonory Ciecholowskiej, tercjarki św. Franciszka. Nie wiadomo, czy w Gołańczy istniała luźna wspólnota tercjarska, żyła w mieście pobożna szlachcianka, siostra trzeciego zakonu prowadząca samotnie życie ascetyczne.
W 1757 erygowano przy klasztorze kościelne bractwo Matki Boskiej Pocieszenia, skupiające się przy bocznym ołtarzu pod tymże wezwaniem. Umieszczony w ołtarzu obraz Matki Boskiej Pocieszenia począł słynąć łaskami.
Dużym kultem cieszyły się relikwie Krzyża Świętego o bocznego ołtarza pod tymże wezwaniu.
We własnym kościele głosili kazania po polski, a po 1722 także po niemiecku, dla miejscowej kolonii. Ponadto prowadzili nawracanie protestantów. Kaznodzieja języka niemieckiego miał obowiązek wpisywania do kroniki klasztornej wszystkich nawróceń. Były ślady nawróceń także ludności żydowskiej.
Pochówki
Kościół klasztorny był miejsce pochówków znaczniejszych osób, głównie szlachty, a także dobrodziejów konwentu. W nekrologu klasztornym odnotowano 149 pochówków.
Zmarły w 1702 fundator klasztoru Marcin Smogulecki został pochowany w kościele bernardyńskim.
W 1728 pochowano Jana Przebendowskiego, krajczego koronnego, właściciela Gołańczy, fundatora ołtarzy.
W 1740 pogrzebano Macieja z Konar Malechowskiego, łowczego kaliskiego w kaplicy fundacji jego żony. Umarł w Poznaniu we wrześniu 1739 i tam został pochowany, ale już w płowi grudnia 1740 wdowa jego zwłoki przewiozła do Bernardynów w Gołańczy. W tejże kaplicy pod wezwaniem Matki Boskiej Pocieszenia w 1746 pochowano jej fundatorkę Mariannę z Golińskich Malechowską.
W kościele klasztornym pochowano także ich dzieci: w 1732 czteroletnią córkę Katarzynę, w 1733 półtorarocznego Józefa Wincentego, w 1736 Kazimierza Stanisława, w 1747 Stanisława.
W 1753 złożono zwłoki Piotra Raczyńskiego, fundatora kaplicy.
W 1775 w podziemiach kaplicy pod wezwaniem Matki Boskiej Pocieszenia złożono doczesne szczątki Kunegundy Drwęskiej, pierwszej żony Józefa Wybickiego, twórcy hymnu narodowego. Spoczęła obok pochowanego rok wcześniej jej brata, Antoniego Drwęskiego z Dobieszewka.
W 1773 w podziemiach kaplicy złożono ciało Józefa Breza, regenta ziemi poznańskiej, jednego ze świadków na ślubie Józefa Wybickiego i Kunegundy Drwęskiej.

## Zespół klasztorny po sekularyzacji
Po śmierci gwardiana Ewarysta Waińskiego w styczniu 1827 władze pruskie przeprowadziły sekularyzację klasztoru. Ostatnich trzech zakonników przeniesiono do innych klasztorów wielkopolskich. Wcześniej, około 1822 za rządów gwardiana Aleksandra Trockiego pochowanych w podziemiach kaplicy złożono we wspólnym grobie na cmentarzu przyklasztornym obok figury św. Jana Nepomucena.
Po opuszczeniu klasztoru przez zakonników miejscowy proboszcz do kościoła poklasztornego przeniósł nabożeństwa z kościoła farnego, gdyż ten był w bardzo złym stanie. Równocześnie ewangelicy gołańczewscy zwrócili się do króla pruskiego Fryderyka Wilhelma o przekazanie im kościoła pobernardyńskiego. Król dekretem z 19 XI 1830 przeznaczył kościół i zabudowania klasztorne gminie ewangelickiej. Ludność katolicka słała bezskuteczne petycje do króla o przekazanie im zabudowań poklasztornych. Zyskali tylko pozwolenie na wspólne z ewangelikami użytkowanie kościoła pobernardyńskiego do chwili wyremontowania kościoła parafialnego. We wrześniu 1833 miało odbyć się pierwsze nabożeństwo ewangelickie. 15 i 22-23 IX 1833 doszło do rozruchów wywołanych przez katolików, którzy nie chcieli dopuścić do przejęcia kościoła przez protestantów. Władze pruskie wysłały do miasta 30 ułanów mających zaprowadzić porządek. Ostatecznie nabożeństwa ewangelickie i katolickie odbywały się bez zakłóceń. W 1834 ponowiono decyzję o przekazaniu kościoła pobernardyńskiego protestantom i jednocześnie podjęto decyzję o podziale majątku ruchomego. Został on podzielony między kościoły katolickie w Gołańczy, w Chojnie i protestantów z Gołańczy. Do Chojna trafił ołtarz św. Małgorzaty i konfesjonały. Gmina ewangelicka przejęła ołtarz główny, ambonę i organy, dzwonnicę z dzwonami, 4 cynkowe lichtarze, 5 ręczników. Jednak jeszcze w 1837 trwał spór o majątek kościelny. Katolicy uzyskali pamiątkowe okratowane drzwi do kościoła pobernardyńskiego.
Budynek poklasztorny przeznaczono na szkołę katolicka i ewangelicką, a także na mieszkania dla nauczycieli obu wyznań. Od 1840 przez kilka lat w budynku tym mieszkał proboszcz katolicki ze względu na pożar plebanii. W 1853 roku Żydzi z Gołańczy utworzyli własną szkołę ulokowaną także w budynku poklasztornym. W latach 1860–1868 w budynku poklasztornym mieściło się więzienie. Obiekt był już zniszczony i nie nadawał się na tę funkcję, zdarzały się ucieczki więźniów. Następnie budynek poklasztorni zamieszkiwali ubodzy ludzie prowadząc dalszą dewastację obiektu.
W 1869 władze pruskie rozebrały budynek klasztorny i zlikwidowały cmentarz przyklasztorny. Prochy zmarłych przeniesiono i pogrzebano w nieznanym miejscu, burzono także figurę św. Jana Nepomucena. Na tym miejscu, pomimo protestów katolickiego proboszcza, w 1870 wydano zezwolenie na budowę domu pastora, który ostatecznie wzniesiono.
W okresie międzywojennym oraz w czasie II wojny światowej w kościele pobernardyńskim nadal mieścił się zbór dla ewangelików.
Kościół przywrócono katolikom w 1945. Jego wnętrze było zdewastowane, odnowiono jedynie barokową bramę wjazdową. Obok kościoła znajduje się budynek, dawny dom pastora, który obecnie służy jako dom Zgromadzenia Sióstr Serafitek.